# Trevenque
El pico Trevenque es una montaña situada en la cara noroeste de Sierra Nevada (España), entre los términos municipales de Dílar y Monachil (provincia de Granada). El Trevenque tiene una altura de 2.079 metros. La cima de este pico dolomítico es accesible a pie por dos rutas (desde el Oeste y desde el Sudeste). La ascensión es asequible y puede realizarse sin material técnico de montañismo pero la parte final de las dos veredas que conducen a la cumbre es muy escarpada.
Desde la cumbre pueden verse todos los tresmiles occidentales de Sierra Nevada, desde el Pico Veleta hasta el Cerro del Caballo. Durante la ascensión es frecuente el avistamiento de cabras monteses (Capra pyrenaica). Por su popularidad y su silueta destacada en la zona exterior de Sierra Nevada, el Trevenque es conocido como "el rey de la baja montaña".
Geológicamente, pertenece al llamado Complejo alpujárride y, dentro de él, al llamado Manto del Trevenque. Este manto es fundamentalmente dolomítico, con un alto grado de tectonización, manifestado en trituraciones con recristalización, con roca pulverulenta (catacalasita).
El Trevenque sirve de cabecera a los siguientes cursos fluviales: Por el Este, al Arroyo Aguas Blanquillas; por el Oeste, el Barranco del Búho, que se abre paso por entre los Arenales del Trevenque, ambos son afluentes del Río Dílar; y por el Norte, al Arroyo de Huenes, tributario del Río Monachil.
En la falda Norte del Trevenque, en la cabecera del Huenes, se encuentra el Jardín Botánico de la Cortijuela.